# 뮌헨 발트프리트호프

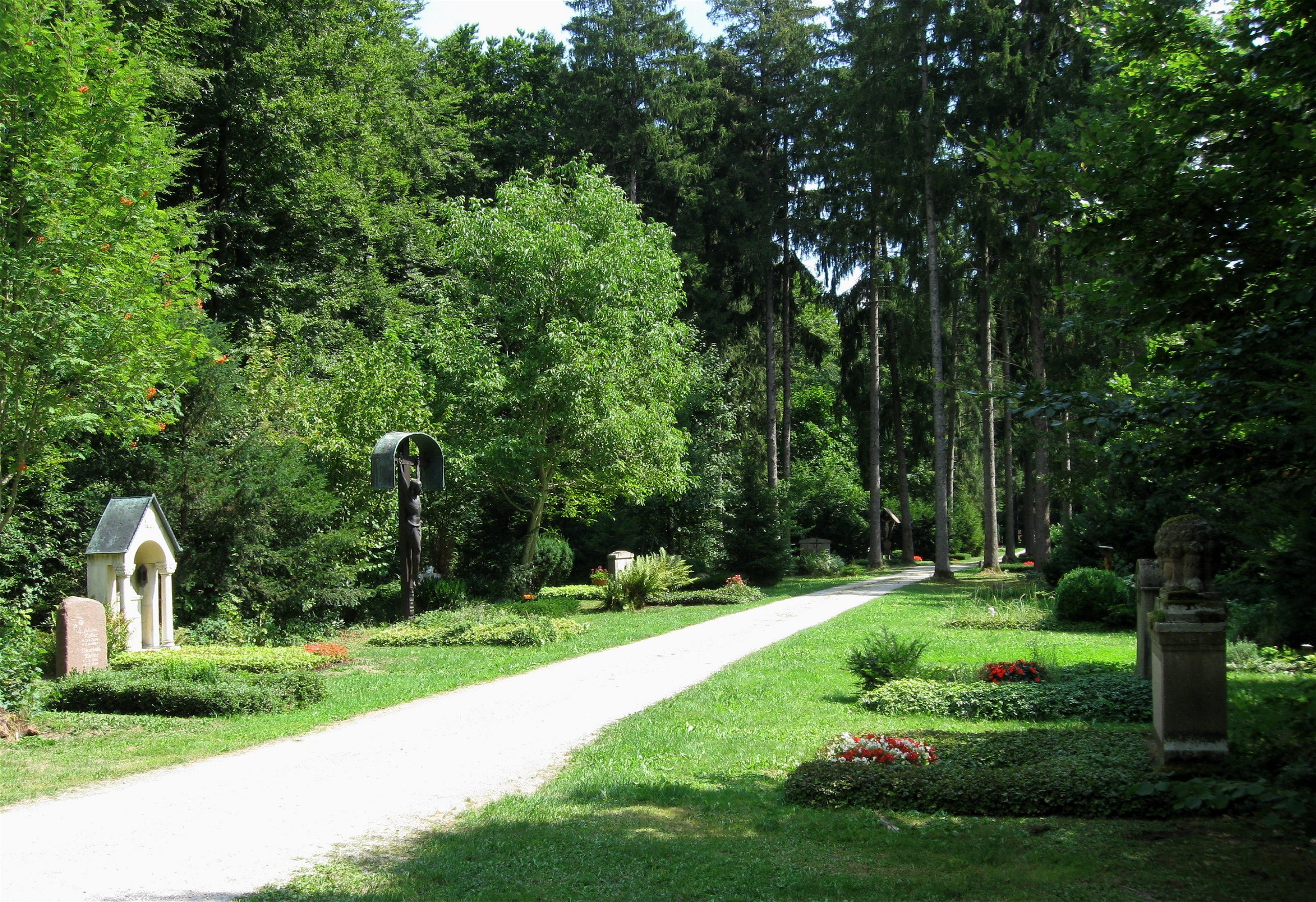
뮌헨 발트프리트호프

뮌헨 발트프리트호프(독일어: Munich Waldfriedhof)는  독일 바이에른주에 있는 뮌헨의 29개 공동묘지 중 하나이다. 그것은 공원 같은 디자인과 주목할 만한 인물들의 무덤으로 유명한 도시의 가장 크고 유명한 매장지 중 하나이다. 발트프리트호프는 최초의 삼림 공동묘지로 여겨진다.